# Mezgraja (okręg niszawski)
Mezgraja (cyr. Мезграја) – wieś w Serbii, w okręgu niszawskim, w mieście Nisz. W 2011 roku liczyła 541 mieszkańców.